# Équipe de Nouvelle-Zélande de rugby à XV à la Coupe du monde 2015
L'équipe de Nouvelle-Zélande de rugby à XV participe à la coupe du monde de rugby à XV 2015, sa huitième participation en autant d'épreuves.

## Les sélectionnés

### Liste définitive des 31
Le sélectionneur de l'équipe de Nouvelle-Zélande, le Néo-Zélandais Steve Hansen annonce le 30 août 2015 sa liste définitive de 31 joueurs. Tony Woodcock, blessé lors du match face aux Tonga, est remplacé par Joe Moody. Wyatt Crockett est à son tour contraint de déclarer forfait, à cause d'une blessure lors du match face à la France, et il est remplacé par Pauliasi Manu. 
| Entraîneur | Entraîneur             | Steve Hansen                                                                                        |
| Avants     | Pilier                 | Wyatt Crockett , Charlie Faumuina, Ben Franks, Owen Franks, Pauliasi Manu, Joe Moody, Tony Woodcock |
| Avants     | Talonneur              | Dane Coles, Keven Mealamu, Codie Taylor                                                             |
| Avants     | Deuxième ligne         | Brodie Retallick, Luke Romano, Sam Whitelock                                                        |
| Avants     | Troisième ligne aile   | Sam Cane, Jerome Kaino, Richie McCaw, Liam Messam                                                   |
| Avants     | Troisième ligne centre | Kieran Read, Victor Vito                                                                            |
| Arrières   | Demi de mêlée          | Tawera Kerr-Barlow, TJ Perenara, Aaron Smith                                                        |
| Arrières   | Demi d'ouverture       | Beauden Barrett, Dan Carter, Colin Slade                                                            |
| Arrières   | Centre                 | Malakai Fekitoa, Ma'a Nonu, Conrad Smith, Sonny Bill Williams                                       |
| Arrières   | Ailier                 | Nehe Milner-Skudder, Waisake Naholo, Julian Savea                                                   |
| Arrières   | Arrière                | Ben Smith                                                                                           |

## Stage de préparation
La Nouvelle-Zélande commence sa préparation par un match face aux Samoa, puis avec le Rugby Championship 2015, dont elle prend la deuxième place. Elle complète sa préparation avec un match retour contre les wallabies.
| 8 juillet 2015 | Samoa | 16 - 25 (3 - 12) | Nouvelle-Zélande |  |
| 8 juillet 2015 |       |                  |                  |  |
| 8 juillet 2015 |       |                  |                  |  |

| 17 juillet 2015 | Nouvelle-Zélande | 39 - 18 (18 - 6) | Argentine |  |
| 17 juillet 2015 |                  |                  |           |  |
| 17 juillet 2015 |                  |                  |           |  |

| 26 juillet 2015 | Afrique du Sud | 20 - 27 (10 - 10) | Nouvelle-Zélande |  |
| 26 juillet 2015 |                |                   |                  |  |
| 26 juillet 2015 |                |                   |                  |  |

| 8 août 2015 | Australie | 27 - 19 (3 - 6) | Nouvelle-Zélande |  |
| 8 août 2015 |           |                 |                  |  |
| 8 août 2015 |           |                 |                  |  |

| 15 août 2015 | Nouvelle-Zélande | 41 - 15 (13 - 6) | Australie |  |
| 15 août 2015 |                  |                  |           |  |
| 15 août 2015 |                  |                  |           |  |

## Parcours en coupe du monde
La poule C de la Coupe du monde de rugby à XV 2015 comprend cinq équipes dont les deux premières se qualifient pour les quarts de finale de la compétition. Conformément au tirage au sort effectué le 3 décembre 2012 à Londres, les équipes de Nouvelle-Zélande (Chapeau 1), d'Argentine (Chapeau 2), des Tonga (Chapeau 3), de Géorgie (Chapeau 4) et de Namibie (Chapeau 5) composent ce groupe C.

### Poule C
| Rang | Pays             | J | V | N | D | Em | Ee | Bo | Bd | Pm  | Pe  | Diff | Pts |
| ---- | ---------------- | - | - | - | - | -- | -- | -- | -- | --- | --- | ---- | --- |
| 1    | Nouvelle-Zélande | 4 | 4 | 0 | 0 | 25 | 3  | 3  | 0  | 174 | 49  | +125 | 19  |
| 2    | Argentine        | 4 | 3 | 0 | 1 | 22 | 7  | 3  | 0  | 179 | 70  | +109 | 15  |
| 3    | Géorgie          | 4 | 2 | 0 | 2 | 5  | 16 | 0  | 0  | 53  | 123 | -70  | 8   |
| 4    | Tonga            | 4 | 1 | 0 | 3 | 8  | 17 | 1  | 1  | 70  | 130 | -60  | 6   |
| 5    | Namibie          | 4 | 0 | 0 | 4 | 8  | 25 | 0  | 1  | 70  | 174 | -104 | 1   |

#### Nouvelle-Zélande - Argentine
(mt : 12 - 13)
Homme du match :  Brodie Retallick
Points marqués :
- Nouvelle-Zélande : 2 essais de A.Smith (57e) et Sam Cane (67e) ; 2 transformations de Carter (58e , 67e) ; 4 pénalités de Carter (5e, 11e, 19e, 40e)
- Argentine : 1 essai de Pagadizábal (21e) ; 1 transformation de Sánchez (23e) ; 3 pénalités de Sanchez (30e, 38e, 43e)

Évolution du score : 3-0, 6-0, 9-0, 9-7, 9-10, 9-13, 12-13, 12-16, 19-16-, 26-16
Arbitre :  Wayne Barnes
Touche :  JP Doyle et  Angus Gardner

Vidéo :  George Ayoub
Résumé
| Nouvelle-Zélande · Titulaires · 15 Ben Smith · 14 Nehe Milner-Skudder 50e · 13 Conrad Smith 37e à 47e · 12 Ma'a Nonu 46e · 11 Julian Savea · 10 Dan Carter · 9 Aaron Smith 57e 69e · 8 Kieran Read · 7 Richie McCaw (cap.) 30e à 40e · 6 Jerome Kaino 65e · 5 Sam Whitelock · 4 Brodie Retallick 71e · 3 Owen Franks 50e · 2 Dane Coles 68e · 1 Tony Woodcock 46e · Remplaçants · 16 Keven Mealamu 68e · 17 Wyatt Crockett 46e · 18 Charlie Faumuina 50e · 19 Victor Vito 71e · 20 Sam Cane 65e 67e · 21 TJ Perenara 69e · 22 Beauden Barrett 50e · 23 Sonny Bill Williams 46e · Entraîneur · Steve Hansen |  | Argentine · Titulaires · 70e Joaquín Tuculet 15 · Santiago Cordero 14 · Marcelo Bosch 13 · Juan Martín Hernández 12 · Juan Imhoff 11 · 69e Nicolás Sánchez 10 · 62e Tomás Cubelli 9 · 65e Leonardo Senatore 8 · Juan Martín Fernández Lobbe 7 · 10e à 20e 58e Pablo Matera 6 · Tomás Lavanini 5 · 21e 23e Guido Petti Pagadizábal 4 · 54e Nahuel Tetaz Chaparro 3 · 70e (cap.) Agustín Creevy 2 · Marcos Ayerza 1 · Remplaçants · 65e Julián Montoya 16 · 70e Lucas Noguera Paz 17 · 54e Ramiro Herrera 18 · 23e Mariano Galarza 19 · 58e Juan Manuel Leguizamón 20 · 62e Martín Landajo 21 · 69e Jerónimo de la Fuente 22 · 70e Lucas González Amorosino 23 · Entraîneur · Daniel Hourcade |

#### Nouvelle-Zélande - Namibie
(mt : 34 - 6)
Homme du match :  Nehe Milner-Skudder
Points marqués :
- Nouvelle-Zélande : 9 essais de Vito (6e), Milner-Skudder (9e, 40e), Fekitoa (20e), Barrett (30e), Savea (47e, 75e), B.Smith (61e) et Taylor (79e) ; 5 transformations de Barrett (7e, 21e, 31e, 80e) et Slade (48e) ; 1 pénalité de Barrett (4e)
- Namibie : 1 essai de Deysel (51e) ; 3 pénalités de Kotze (13e, 23e, 43e)

Évolution du score : 3-0, 10-0, 15-0, 15-3, 22-3, 22-6, 29-6, 34-6, 34-9, 41-9, 41-14, 46-14, 51-14, 58-14
Arbitre :  Romain Poite
Touche :  Craig Joubert et  Mathieu Raynal

Vidéo :  George Ayoub
Résumé
| Nouvelle-Zélande · Titulaires · 15 Colin Slade 52e · 14 Nehe Milner-Skudder · 13 Malakai Fekitoa · 12 Sonny Bill Williams 62e · 11 Julian Savea · 10 Beauden Barrett · 9 TJ Perenara 48e · 8 Victor Vito · 7 Sam Cane (cap.) · 6 Jerome Kaino 62e · 5 Sam Whitelock 52e · 4 Luke Romano · 3 Charlie Faumuina 64e · 2 Codie Taylor · 1 Ben Franks · Remplaçants · 16 Keven Mealamu · 17 Wyatt Crockett 64e · 18 Tony Woodcock · 19 Kieran Read 52e · 20 Richie McCaw 62e · 21 Tawera Kerr-Barlow 48e · 22 Ma'a Nonu 62e · 23 Ben Smith 52e · Entraîneur · Steve Hansen |  | Namibie · Titulaires · Johan Tromp 15 · 58e 69e David Philander 14 · JC Greyling 13 · Johan Deysel 12 · 45e Conrad Marais 11 · Theuns Kotzé 10 · 73e Eugene Jantjies 9 · 45e 50e 53e Leneve Damens 8 · 50e 53e Tinus du Plessis 7 · 65e (cap.) Jacques Burger 6 · Pieter-Jan van Lill 5 · Tjiuee Uanivi 4 · 48e 60e 69e 73e Aranos Coetzee 3 · 73e Torsten van Jaarsveld 2 · 57e à 67e 69e Jaco Engels 1 · Remplaçants · 73e Louis van der Westhuizen 16 · 58e Casper Viviers 17 · 64e 60e 69e 73e Raoul Larson 18 · 45e Renaldo Bothma 19 · 65e Janco Venter 20 · 63e Rohan Kitshoff 21 · 73e Eniell Buitendag 22 · 45e Chrysander Botha 23 · Entraîneur · Phil Davies |

#### Nouvelle-Zélande - Géorgie
(mt : 22 - 10)
Homme du match :  Mamuka Gorgodze
Points marqués :
- Nouvelle-Zélande : 7 essais de Naholo (2e), Savea (8e, 17e, 74e), Coles (22e), Read (53e) et Fekitoa (78e) ; 4 transformations de Carter (3e, 54e, 74e, 79e)
- Géorgie : 1 essai de Tsiklauri (5e) ; 1 transformation de Malaguradze (6e) ; 1 pénalité de Malaguradze (12e)

Évolution du score : 7-0, 7-7, 12-7, 12-10, 17-10, 22-10, 29-10, 36-10, 43-10
Arbitre :  Pascal Gaüzère
Touche :  Angus Gardner et  Mathieu Raynal

Vidéo :  Shaun Veldsman
Résumé
| Nouvelle-Zélande · Titulaires · 15 Ben Smith · 14 Waisake Naholo 53e · 13 Conrad Smith 63e · 12 Sonny Bill Williams 56e 63e · 11 Julian Savea · 10 Dan Carter · 9 Aaron Smith 71e · 8 Kieran Read · 7 Richie McCaw (cap.) 61e · 6 Jerome Kaino · 5 Sam Whitelock · 4 Brodie Retallick · 3 Charlie Faumuina 61e · 2 Dane Coles 71e · 1 Wyatt Crockett 61e · Remplaçants · 16 Keven Mealamu 71e · 17 Tony Woodcock 61e · 18 Owen Franks 61e · 19 Victor Vito 56e · 20 Sam Cane 61e · 21 Tawera Kerr-Barlow 71e · 22 TJ Perenara · 23 Malakai Fekitoa 53e · Entraîneur · Steve Hansen |  | Géorgie · Titulaires · Beka Tsiklauri 15 · Giorgi Aptsiauri 14 · Davit Kacharava 13 · 76e Tamaz Mchedlidze 12 · 66e Alexander Todua 11 · Lasha Malaguradze 10 · 45e Giorgi Begadze 9 · 68e Lasha Lomidze 8 · 48e (cap.) Mamuka Gorgodze 7 · Shalva Sutiashvili 6 · Giorgi Chkhaidze 5 · Levan Datunashvili 4 · 51e Levan Chilachava 3 · 66e Shalva Mamukashvili 2 · 51e Karlen Asieshvili 1 · Remplaçants · 66e Simon Maisuradze 16 · 51e Mikheil Nariashvili 17 · 51e Anton Peikrishvili 18 · 48e Konstantin Mikautadze 19 · 68e Viktor Kolelishvili 20 · 45e Vasil Lobzhanidze 21 · 66e Merab Sharikadze 22 · 76e Muraz Giorgadze 23 · Entraîneur · Milton Haig |

#### Nouvelle-Zélande - Tonga
(mt : 14 - 3)
Homme du match :  Nehe Milner-Skudder
Points marqués :
- Nouvelle-Zélande : 7 essais de Ben Smith (13e), Woodcock (31e), Milner-Skudder (52e, 58e), Williams (66e), Cane (70e) et Nonu (76e) ; 6 transformations de Carter (15e, 32e, 54e, 59e, 66e, 72e)
- Tonga : 3 pénalités de Morath (26e, 49e, 57e)

Évolution du score : 7-0, 7-3, 14-3, 14-6, 21-6, 21-9, 28-9, 35-9, 42-9, 47-9
Arbitre :  John Lacey
Touche :  JP Doyle et  Marius Mitrea

Vidéo :  Graham Hughes
Résumé
| Nouvelle-Zélande · Titulaires · 15 Ben Smith · 14 Nehe Milner-Skudder · 13 Conrad Smith 62e · 12 Ma'a Nonu · 11 Waisake Naholo 57e · 10 Dan Carter · 9 Aaron Smith 72e · 8 Kieran Read (cap.) 38e à 48e · 7 Sam Cane · 6 Jerome Kaino · 5 Sam Whitelock 66e · 4 Luke Romano 49e · 3 Owen Franks 62e · 2 Dane Coles 66e · 1 Tony Woodcock 43e · Remplaçants · 16 Keven Mealamu 66e · 17 Wyatt Crockett 43e · 18 Ben Franks 62e · 19 Brodie Retallick 49e · 20 Liam Messam 66e · 21 Tawera Kerr-Barlow 72e · 22 Beauden Barrett 57e · 23 Sonny Bill Williams 62e · Entraîneur · Steve Hansen |  | Tonga · Titulaires · Vungakoto Lilo 15 · 66e Telusa Veainu 14 · Siale Piutau 13 · Latiume Fosita 12 · Fetu'u Vainikolo 11 · 62e Kurt Morath 10 · 70e Sonatane Takulua 9 · 66e Viliami Ma'afu 8 · (cap.) Nili Latu 7 · Sione Kalamafoni 6 · 54e Joseph Tu'ineau 5 · Lua Lokotui 4 · 70e Halani Aulika 3 · 49e Elvis Taione 2 · 55e Soane Tonga'uiha 1 · Remplaçants · 49e 70e à 80e Paul Ngauamo 16 · 55e Sona Taumalolo 17 · 70e Sila Puafisi 18 · 54e Steve Mafi 19 · 66e Jack Ram 20 · 70e Samisoni Fisilau 21 · 62e Viliami Tahitu'a 22 · 66e William Helu 23 · Entraîneur · Mana Otai |

### Quarts de finale Nouvelle-Zélande - France
(29 - 13)
Homme du match :  Julian Savea
Points marqués :
- Nouvelle-Zélande : 9 essais de Retallick (11e), Milner-Skudder (23e), Savea (29e, 38e, 59e), Kaino (50e), Read (64e) et Kerr-Barlow (68e, 71e) ; 7 transformations de Carter (12e, 25e, 31e, 60e, 65e, 68e, 72e) ; 1 pénalité de Carter (7e)
- France : 1 essai de Picamoles (36e) ; 1 transformation de Parra (37e) ; 2 pénalités de Spedding (9e) et Parra (15e)

Évolution du score : 3-0, 3-3, 10-3, 10-6, 17-6, 24-6, 24-13, 29-13, 34-13, 41-13, 48-13, 55-13, 62-13
Arbitre :  Nigel Owens
Touche :  Jaco Peyper et  John Lacey 

Vidéo :  Shaun Veldsman
Résumé :
| Nouvelle-Zélande · Titulaires · 15 Ben Smith · 14 Nehe Milner-Skudder 23e 40e · 13 Conrad Smith 52e · 12 Ma'a Nonu · 11 Julian Savea 29e 38e 59e · 10 Dan Carter · 9 Aaron Smith 65e · 8 Kieran Read 64e · 7 Richie McCaw (cap.) 69e · 6 Jerome Kaino 50e 65e · 5 Sam Whitelock · 4 Brodie Retallick 11e · 3 Owen Franks 51e · 2 Dane Coles 60e · 1 Wyatt Crockett 28e · Remplaçants · 16 Keven Mealamu 60e · 17 Joe Moody 28e · 18 Charlie Faumuina 51e · 19 Victor Vito 65e · 20 Sam Cane 69e · 21 Tawera Kerr-Barlow 65e 68e 71e · 22 Beauden Barrett 40e · 23 Sonny Bill Williams 52e · Entraîneur · Steve Hansen |  | France · Titulaires · Scott Spedding 15 · Noa Nakaitaci 14 · 61e Alexandre Dumoulin 13 · Wesley Fofana 12 · Brice Dulin 11 · 12e Frédéric Michalak 10 · 69e Morgan Parra 9 · 36e 47e à 57e 72e Louis Picamoles 8 · Bernard Le Roux 7 · (cap.) Thierry Dusautoir 6 · Yoann Maestri 5 · 48e Pascal Papé 4 · 61e Rabah Slimani 3 · 57e Guilhem Guirado 2 · 61e Eddy Ben Arous 1 · Remplaçants · 57e Dimitri Szarzewski 16 · 61e Vincent Debaty 17 · 61e Nicolas Mas 18 · 72e Damien Chouly 19 · 48e Yannick Nyanga 20 · 69e Rory Kockott 21 · 12e Rémi Talès 22 · 61e Mathieu Bastareaud 23 · Entraîneur · Philippe Saint-André |

### Demi-finales Afrique du Sud - Nouvelle-Zélande
(mt : 12 - 7)
Homme du match :  Ben Smith
Points marqués :
- Afrique du Sud : 6 pénalités de Pollard (3e, 11e, 21e, 39e, 58e) et Lambie (69e)
- Nouvelle-Zélande : 2 essais de Kaino (6e) et Barrett (52e) ; 2 transformations de Carter (9e, 53e) ; 1 pénalité de Carter (60e) ; 1 drop de Carter (46e)

Évolution du score : 3-0, 3-7, 6-7, 9-7, 12-7, 12-10, 12-17, 15-17, 15-20, 18-20
Arbitre :  Jérôme Garcès
Touche :  Romain Poite et  John Lacey 

Vidéo :  George Ayoub
Résumé :
| Afrique du Sud · Titulaires · 15 Willie le Roux · 14 JP Pietersen · 13 Jesse Kriel · 12 Damian de Allende 79e · 11 Bryan Habana 52e à 62e · 10 Handré Pollard 65e · 9 Fourie du Preez (cap.) · 8 Duane Vermeulen · 7 Schalk Burger 64e · 6 Francois Louw 29e 35e · 5 Lood de Jager 60e · 4 Eben Etzebeth · 3 Frans Malherbe 60e · 2 Bismarck du Plessis 53e · 1 Tendai Mtawarira 53e · Remplaçants · 16 Adriaan Strauss 53e · 17 Trevor Nyakane 53e · 18 Jannie du Plessis 60e · 19 Victor Matfield 60e · 20 Willem Alberts 29e 35e 64e · 21 Ruan Pienaar · 22 Patrick Lambie 65e · 23 Jan Serfontein 79e · Entraîneur · Heyneke Meyer |  | Nouvelle-Zélande · Titulaires · Ben Smith 15 · 49e Nehe Milner-Skudder 14 · Conrad Smith 13 · 52e Ma'a Nonu 12 · Julian Savea 11 · Dan Carter 10 · Aaron Smith 9 · Kieran Read 8 · (cap.) Richie McCaw 7 · 6e 39e à 49e 67e Jerome Kaino 6 · Sam Whitelock 5 · Brodie Retallick 4 · 52e Owen Franks 3 · 67e Dane Coles 2 · 69e Joe Moody 1 · Remplaçants · 67e Keven Mealamu 16 · 69e Ben Franks 17 · 52e Charlie Faumuina 18 · Victor Vito 19 · 67e Sam Cane 20 · Tawera Kerr-Barlow 21 · 49e 52e Beauden Barrett 22 · 52e Sonny Bill Williams 23 · Entraîneur · Steve Hansen |

### Finale Nouvelle-Zélande - Australie
(mt : 16 - 3)
Homme du match :  Dan Carter
Points marqués : 
- Nouvelle Zélande : 3 essais de Milner-Skudder (39e), Nonu (42e) et Barrett (79e) ; 2 transformations de Carter (40e, 80e) ; 4 pénalités de Carter (8e, 27e, 36e, 75e) ; 1 drop de Carter (70e)
- Australie : 2 essais de Pocock (53e) et Kuridrani (64e) ; 2 transformations de Foley (54e, 65e) ; 1 pénalité de Foley (14e)

Évolution du score : 3-3, 6-3, 9-3, 16-3, 21-3, 21-10, 21-17, 24-17, 27-17, 34-17 
Arbitre :  Nigel Owens
Touche :  Jérôme Garcès et  Wayne Barnes 

Vidéo :  Shaun Veldsman
Résumé :
| Nouvelle-Zélande · Titulaires · 15 Ben Smith 52e à 62e · 14 Nehe Milner-Skudder 39e 65e · 13 Conrad Smith 40e · 12 Ma'a Nonu 42e · 11 Julian Savea · 10 Dan Carter · 9 Aaron Smith 71e · 8 Kieran Read · 7 Richie McCaw (cap.) 80e · 6 Jerome Kaino 71e · 5 Sam Whitelock · 4 Brodie Retallick · 3 Owen Franks 54e · 2 Dane Coles 65e · 1 Joe Moody 59e · Remplaçants · 16 Keven Mealamu 65e · 17 Ben Franks 59e · 18 Charlie Faumuina 54e · 19 Victor Vito 71e · 20 Sam Cane 80e · 21 Tawera Kerr-Barlow 71e · 22 Beauden Barrett 65e 79e · 23 Sonny Bill Williams 40e · Entraîneur · Steve Hansen |  | Australie · Titulaires · Israel Folau 15 · Adam Ashley-Cooper 14 · 64e Tevita Kuridrani 13 · 26e Matt Giteau 12 · 66e 71e Drew Mitchell 11 · Bernard Foley 10 · 70e Will Genia 9 · 53e David Pocock 8 · Michael Hooper 7 · 61e Scott Fardy 6 · Rob Simmons 5 · 15e Kane Douglas 4 · 59e Sekope Kepu 3 · 55e (cap.) Stephen Moore 2 · 59e Scott Sio 1 · Remplaçants · 55e Tatafu Polota-Nau 16 · 59e James Slipper 17 · 59e Greg Holmes 18 · 15e Dean Mumm 19 · 61e Ben McCalman 20 · 70e Nick Phipps 21 · 66e 71e Matt Toomua 22 · 26e Kurtley Beale 23 · Entraîneur · Michael Cheika |

## Meilleurs marqueurs d'essais néo-zélandais
- Julian Savea : 8 essais
- Nehe Milner-Skudder : 6 essais

## Meilleur réalisateur néo-zélandais
- Daniel Carter : 82 points (23 transformations, 10 pénalités, 2 drops)